# Capgemini Engineering
Capgemini Engineering (anteriormente Altran Technologies) é uma empresa multinacional francesa de consultoria em inovação e engenharia fundada em 1982 na França por Alexis Kniazeff e Hubert Martigny.
A Altran operava principalmente nos setores de alta tecnologia e inovação, que respondiam por quase 75% de seu faturamento. A consultoria administrativa e de informações foi responsável por 20% de seu faturamento, e a consultoria de estratégia e gerenciamento foi responsável pelo restante. A empresa é ativa na maioria dos domínios de engenharia, especialmente eletrônica e tecnologia de TI.
Em 2018, a Altran gerou € 2,9 bilhões em receitas e empregava mais de 46.693 pessoas em todo o mundo. A Altran foi adquirida pela Capgemini em 2019 e renomeada como "Capgemini Engineering" em 2021, devido à fusão com os serviços de engenharia e P&D da Capgemini.

## Altran Brasil
A empresa está presente no Brasil desde 1999, com escritórios em São Paulo, Rio de Janeiro e Brasília. A Altran do Brasil atua em quatro áreas: consultoria em Inovação e Engenharia (Altran Technologies e Altran TCBR); Consultoria em TI (Altran CIS), Conselho Estratégico (Arthur D.Little).
O grupo Altran também adquiriu, no Brasil, a AIS Tecnologia, empresa que presta serviços para o Governo de Goiás, Fundação Getúlio Vargas e Caixa Seguradora.[carece de fontes?]

## Altran Portugal
A Altran esteve presente em Portugal desde 1998 até 2021, contou com mais de 2 500 colaboradores neste país. A sua sede ficava em Lisboa (Parque das Nações) e possui filiais no Porto e no Fundão.

## Atuação global
A Capgemini Engineering opera em mais de 40 países, sendo eles, Alemanha, Argentina, Áustria, Bélgica, Brasil, China, Coreia do Sul, Espanha, Estados Unidos, França, Inglaterra, Irlanda, Itália, Japão, Luxemburgo, México, Países Baixos, Portugal, Suécia, Suíça e Venezuela.